# 스티븐 모펏
스티븐 모펏(영어: Steven Moffat, OBE, 1961년 11월 18일 ~ )은 영국 스코틀랜드의 각본가이자 텔레비전 프로듀서이다. 영국의 SF 드라마 《닥터 후》와 수사드라마 《셜록》의 쇼러너이자 대표작가로 유명하다. 2015년 생일 서훈식에서 드라마 업계에 헌신한 공로로 대영 제국 훈장 (OBE)을 수훈하였다.
1961년 스코틀랜드 페이즐리에서 교사의 아들로 태어난 모펏은 아버지로부터 수업을 들으며 자랐다. 1988년 청소년 드라마 《프레스 갱》으로 TV업계에 처음 발을 내디뎠으며, 이 시기 자신의 이혼 경험을 바탕으로 시트콤 《조킹 아파트》를 제작하였다. 1997년 영어교사로 일한 경험을 살려 드라마 《초크》의 각본을 맡았으며, 비슷한 시기 《닥터 후》의 오랜 팬으로서 각본을 맡은 코미디 특집극 〈치명적인 죽음의 저주〉이 1999년 초 방영되었다. 2000년대 초에는 TV 프로듀서 수 버튜와의 관계 기반한 시트콤 드라마 《커플링》을 선보였다.
2004년 3월 SF 드라마 《닥터 후》의 새 시리즈에서 일부 에피소드의 참여작가로 선정되었다. 당시 총괄프로듀서 러셀 T 데이비스의 체제 하에서 2005년부터 2008년까지 총 6편의 에피소드 각본을 맡고, 휴고상 3회 수상, BAFTA 크래프트 어워드와 BAFTA 컴리 어워드 1회 수상이란 성과를 거두었다. 비슷한 시기 모펏은 소설 〈지킬 박사와 하이드 씨〉를 원작으로 시대를 현대로 바꾼 드라마 《지킬》의 프로듀서와 작가를 맡았다. 2008년 5월 러셀 T 데이비스의 뒤를 이어 《닥터 후》의 새 총괄프로듀서 겸 대표작가로 임명되었다. 이 시기 스티븐 스필버그와 함께 만화 땡땡의 영화 3부작에 참여하여 각본을 집필중이었으나 《닥터 후》를 우선으로 하여 고사하게 되었다. 모펏이 썼던 각본을 바탕으로 한 스필버그 감독의 영화 《틴틴: 유니콘호의 비밀》이 2011년 개봉되었다.
2010년 《닥터 후》 시즌 5 방영을 시작으로 2017년 시즌 10까지 총괄프로듀서이자 대표작가로 활동하였으며 휴고상을 수상하였다. 《셜록》 역시 2010년부터 2017년까지 이끌었으며 BAFTA 크래프트 어워드와 프라임타임 에미상을 수상하였다. 2020년대 이르러 BBC-넷플릭스 합작드라마 《드라큘라》와 《인사이드 맨》의 각본을 맡았으며, 2022년 〈더 언프렌드〉라는 연극의 각본도 맡았다. 2024년에는 러셀 2기 체제를 맞이한 《닥터 후》의 에피소드 2편을 집필하게 되었다.

## 주요 작품
- 프레스 갱 (Press Gang, 1989–1993)
- 조킹 어파트 (Joking Apart, 1991–1995)
- 커플링 (Coupling, 2000–2004)
- 닥터 후 (2005-2008, 2010-2017)
- 셜록 (2010-)
- 클래스(2016)

## 서훈
- 2015년 대영 제국 훈장 4등급(OBE) 수훈[1]

## 같이 보기
- 분류:스티븐 모펏의 작품